# Gino Baroncini
Gino Baroncini (Imola, 29 marzo 1893 – Bologna, 31 ottobre 1970) è stato un sindacalista e dirigente d'azienda italiano.
Segretario della Federazione provinciale fascista di Bologna tra il 1921 e il 1923, Alto Commissario del PNF (Partito nazionale fascista) per l'Emilia-Romagna, poi Presidente delle Assicurazioni Generali.
Figura chiave nel dibattito interno al fascismo, sostenne la creazione di sindacati nazionali per sottrarre consenso ai socialisti difendendo i braccianti, pur sfruttandoli attraverso il sindacalismo fascista.
Nel 1922 guidò squadre fasciste in azioni repressive contro socialisti e comunisti, culminando nell'occupazione di Bologna, preludio alla Marcia su Roma. Pur sostenendo vie legali nel fascismo, il suo radicalismo lo rese una figura temuta sia dagli agrari sia dai fascisti moderati. Il suo potere declinò con l'emergere di una linea più moderata guidata da Mussolini. Dino Grandi lo ricordò come un alleato divenuto avversario nel clima turbolento del primo fascismo.

## Biografia
Gino Baroncini nacque il 29 marzo 1893 a Molino della Volta (Imola), da Domenico e Giuseppina Ancarani. Il padre era un mugnaio e la madre un'insegnante. La madre desiderava che il figlio diventasse almeno ragioniere e nel 1908 lo iscrisse all'Istituto tecnico Pier Crescenzi di Bologna. Diplomatosi ragioniere nel 1913, Baroncini fu assunto nella Mutua Grandine della Associazione provinciale degli agricoltori (Agraria). Non partecipò alla prima guerra mondiale a causa di una deformazione alle gambe. Dino Grandi scrisse che 
Il 5 gennaio 1920, Baroncini aderì al Fascio bolognese di Combattimento, diventandone presto uno dei capi. Il 7 dicembre dello stesso anno guidò un centinaio di squadristi in un'azione a Castel San Pietro, durante la quale furono devastati il Municipio, la Camera del lavoro e la Cooperativa birocciai. Tra le macerie della Camera del lavoro, Baroncini tenne un discorso rivolto a una folla di braccianti intimoriti.
Il 3 gennaio 1921, in occasione del Congresso del Fascio bolognese di Combattimento, Baroncini accusò il segretario Leandro Arpinati di schiavismo agrario e di voler subordinare il fascismo agli interessi dei latifondisti. Durante il Congresso emiliano dei Fasci di Combattimento, svoltosi a Bologna il 2 e 3 aprile 1921, venne approvato un ordine del giorno presentato da Baroncini e Gattelli di Ferrara. La proposta riconosceva la tutela della proprietà privata, subordinandola però all’etica "borghese" del lavoro, e attaccava quella parte della borghesia che, secondo Baroncini, considerava la proprietà non come una funzione sociale, ma come un privilegio ereditario. Baroncini specificò che eventuali espropri avrebbero colpito esclusivamente quegli agrari che vivevano comodamente in città, mantenendosi grazie alle rendite gestite dai loro agenti di campagna.
Il Congresso nominò Grandi e Baroncini membri del Comitato regionale, mentre Arpinati fu eletto al Comitato centrale. I tre "triumviri" si candidarono alle elezioni politiche del 15 maggio 1921. Tuttavia, poiché Arpinati godeva del sostegno degli agrari, Baroncini decise di ritirare la propria candidatura per concentrare le preferenze sull’amico e alleato Grandi.
Il 21 giugno 1921, Baroncini fondò la Federazione tra i Fasci della Provincia di Bologna, assumendo per acclamazione il ruolo di Segretario federale. Attraverso la Federazione, Baroncini mirava a disciplinare i Fasci agrari ribelli, sottraendoli al controllo dei possidenti locali. Il 22 ottobre 1921 si tenne un’assemblea degli iscritti al Fascio bolognese di Combattimento. Un agente di pubblica sicurezza riportò che la discussione fu accesa, con due posizioni contrapposte: da un lato, Arpinati e il suo esiguo gruppo di sostenitori, contrari alla creazione di sindacati fascisti; dall’altro, Grandi e Baroncini, favorevoli alla formazione di un partito nazionale e alla creazione di sindacati capaci di raccogliere le masse operaie per sottrarle all’influenza dei partiti sovversivi. La posizione di Arpinati risultò sconfitta, costringendolo a ritirarsi, riprendendo il posto nel 1922.
Il 12 giugno 1921 un migliaio di fascisti, convenuti a Molinella devastarono la Camera del lavoro socialista e i locali della Cooperativa di consumo: Giuseppe Massarenti si sottrasse a stento agli aggressori, rifugiandosi a Roma. Nel bolognese i morti furono 19 e i feriti 1936. Il diretto mandante di queste violenze era Baroncini, che dalla sua scrivania ordinava di "legnare" gli oppositori, incendiare le Camere del lavoro e "indurre" alle dimissioni le Amministrazioni comunali socialiste. Baroncini aveva disseminato il bolognese di fasci e sindacati nazionali, costruendosi una posizione pari solo a quella di Italo Balbo tra i "capi" emiliani e romagnoli.
La firma di un "patto di pacificazione" tra fascisti e socialisti, avvenne il 2 agosto 1921 a Roma dopo che il 5 luglio il Comitato emiliano dei Fasci di Combattimento aveva formalmente diffidato Mussolini e il Comitato centrale.
In un'intervista rilasciata da Baroncini a Il Resto del Carlino, il Federale di Bologna pose esplicitamente la questione dei sindacati nazionali. Il trattato, a detta di Baroncini, non dava 
I braccianti e i mezzadri che Baroncini dichiarava di non voler "abbandonare" erano, in realtà, subordinati ai sindacati fascisti, di cui divennero ostaggi. Durante il Congresso dei Fasci emiliani di Combattimento, tenutosi a Bologna il 16 agosto 1921, si definirono i trattati di Roma come "insidiosi". Baroncini inaugurò i lavori sottolineando che, mentre a Milano si parlava di disciplina, nelle Camere del lavoro si complottava contro i fascisti. Rivendicando il ruolo salvifico del fascismo, affermò: "Si dice che oggi siamo indisciplinati. No, noi vogliamo salvare il movimento fascista!". Le sue parole vennero accolte con entusiasmo dalle camicie nere presenti, che scandirono contro Mussolini, ex socialista, lo slogan: "Chi ha tradito tradirà".
Tra il "patto di pacificazione" e il Congresso dell’Augusteo si collocò il Congresso della CISE, tenutosi a Ferrara il 17 ottobre 1921, dove Baroncini e Rossoni sostennero l’idea di una Confederazione apolitica. Espulso dalla Camera sindacale del lavoro locale per aver organizzato sindacati sotto la guida della Federazione provinciale fascista, il 18 gennaio 1922 Baroncini fondò la Federazione bolognese dei Sindacati nazionali. Solo pochi giorni dopo, nella sede di via Saffi, nacque la Confederazione generale dei Sindacati nazionali, con Edmondo Rossoni come Segretario. Al Congresso fondativo del PNF, tenutosi a Roma il 7 novembre 1921, Baroncini venne eletto membro del Comitato centrale.
Baroncini distingueva gli agricoltori bolognesi in "buoni" e "cattivi", riservando agli "schiavisti agrari" l'intervento delle sue camicie nere. I "buoni" erano coloro che gestivano le aziende con approcci moderni, investivano nella formazione agraria dei figli e promuovevano l'industrializzazione dell'agricoltura. I "cattivi", invece, erano quelli che consideravano la ricchezza un diritto privo di obblighi. L'individualismo contrattuale degli agrari risultava incompatibile con i principi del sindacalismo fascista.
Il 24 gennaio 1922 a Bologna era nata la Confederazione generale dei Sindacati nazionali. Renzo De Felice ha scritto che i sindacalisti fascisti preoccupavano quella borghesia "parruccona, codina e pescecanesca" beccata su L'Assalto da Baroncini: borghesia con cui Mussolini cercava un modus vivendi. Si trattava per il "duce" di subordinare la neonata Confederazione al PNF.
Il 13 agosto 1922, il Comitato centrale del Partito si riunì per affrontare diverse questioni, tra cui le accuse di populismo rivolte a Rossoni e Baroncini. Nello stesso periodo, la disputa tra la Federazione fascista bolognese e la Lega provinciale dei contribuenti culminò, nell'estate del 1922, con le dimissioni di Giacobbe Manzoni e l'aggressione agli agrari Del Turco e Cesari. In un articolo su L'Assalto, Baroncini definì la Lega dei contribuenti come il corrispettivo opposto delle leghe rosse e socialcomuniste di nefasta memoria.
Il 10 febbraio 1922, trecento fascisti bolognesi marciarono da piazza dei Tribunali a piazza Vittorio Emanuele II, radunandosi minacciosamente sotto Palazzo D'Accursio. La manifestazione fu dispersa dalla Guardia Regia, che arrestò una ventina di partecipanti, tra cui lo stesso Baroncini. Rilasciato il 13 febbraio, Baroncini venne nuovamente arrestato il 4 aprile, dopo aver tenuto un comizio a Porretta Terme.
Per sottrarre alla Federterra i braccianti occupati nel bacino della Bonifica renana, Baroncini organizzò con Balbo i "crumiri" ferraresi: a Molinella, a Budrio e a Medicina la tessera fascista diventò la tessera del pane.
Il 23 maggio 1922 il Prefetto di Bologna, Cesare Mori, emanò un decreto con cui proibiva ai fascisti di "importare" operai da una Provincia all'altra. In una intervista a Il Giornale d'Italia, Baroncini presentò il suo "cahiér de doleance": Mori era il leader di una "coalizione contro i fasci e i sindacati nazionali"; il Prefetto non tutelava la "libertà di organizzazione", istituzionalizzando il "monopolio" socialista del lavoro; i suoi poteri erano anticostituzionali. Il 26 maggio Mori scrisse una lunga lettera per rispondere alle accuse di Baroncini. Il "Viceré" parlò di una "combinata azione agrario-fascista" per annientare il Partito Socialista Italiano in Provincia di Bologna, e per strappare alle masse i diritti civili, politici e sociali. L'Autorità, scrisse, era Autorità dello Stato, e lo Stato non cede alla piazza.
Il Federale di Bologna mobilitò la sua "Decima Legio". Tra il 26 maggio e il 3 giugno 1922 gli squadristi devastarono decine di case del popolo, cooperative e circoli operai. Gli uomini di Baroncini setacciarono i quartieri operai, in cui avevano cercato rifugio socialisti, comunisti e popolari. Il 29 giugno convennero sotto le Due Torri Baroncini, Grandi, Oviglio, Balbo e il Segretario del PNF Michele Bianchi. "È incominciata l'occupazione della città", annotò Balbo nel suo diario. Si trattava di una occupazione manu militari con l'intento dichiarato di "cacciare" Mori da Bologna. Mori fu effettivamente deposto il 23 giugno. Lo Stato aveva ceduto alla piazza.
L'occupazione di Bologna prefigurava già la Marcia su Roma. Il fascismo reclamava "l'onere e l'onore di governare il Paese". Pur essendo un rivoluzionario "duro e puro", Baroncini non era nemmeno uno sprovveduto. Intervenendo in sede di Comitato centrale del Partito, si pronunciò con Grandi per le vie legali.
L'esercito socialista era stato disperso. La sua "Caporetto politica" era stata lo "sciopero legalitario" promosso dall'Alleanza del lavoro.
Tra il 29 e il 30 luglio 1922 Baroncini e Balbo condussero un raid terroristico sui Comuni rossi del ravennate e del forlivese. Annotò Balbo nel suo diario: 
La tristemente nota "colonna di fuoco" attraversò la Romagna senza incontrare resistenze. 
Il 2 agosto 1922 Baroncini intimò ai suoi squadristi di stroncare lo "sciopero legalitario" in "qualsiasi modo e con qualsiasi mezzo". Il neoprefetto di Bologna Enrico Palmieri, scrivendo il 26 agosto a Facta, osservò che nell'ex "Provincia rossa" "nulla più resta dell'antico". Il "novus ordo" a cui alludeva Palmieri consisteva, di fatto, in un ritorno all'ordine. Gli agrari venivano meno ai patti siglati con i Sindacati nazionali, riducendo gli arativi e reintroducendo nelle scritte le feudali corvée. Dei mezzadri senza terra e dei braccianti senza lavoro si fece carico Baroncini nel 1923.
Il 28 dicembre 1922 Baroncini fondò la Federazione italiana Sindacati agricoltori; era quella élite di proprietari terrieri che intendeva "l'alta funzione del capitale", funzione sociale perché eminentemente produttiva. Tanto la Cgil quanto la Confederazione dell'Agricoltura, nate per la lotta di classe, non potevano sopravvivere alla "rivoluzione manageriale" di Baroncini. Questo in teoria. Perché in pratica quella degli agrari era tutt'altro che la "voce dei morti", e se un morituro politico c'era questi era proprio il potente Federale di Bologna.
Nel 1985 Dino Grandi scrisse: 
I riformisti di cui scrive Grandi erano i fascisti leali a Mussolini, che voleva "normalizzare" il PNF e inserirlo, ossia subordinarlo, allo Stato. I massimalisti erano quei fascisti "duri e puri" scontenti dell'esito legalitario che aveva avuto la Marcia su Roma. I dissidenti accusavano il "duce" e i suoi più diretti collaboratori (Grandi, Rocca, Finzi) di aver "tradito" la Rivoluzione fascista, cercando un "modus vivendi" con la "vecchia Italia".
Renzo De Felice ha scritto che i sindacalisti fascisti costituivano una mina vagante per gli agrari e i fascisti "temperati" di Roma. I Federali più intransigenti, il cui potere in Provincia era sovente superiore a quello dei Prefetti, si facevano fautori di una "seconda ondata" rivoluzionaria. È in questo contesto che si colloca la parabola politica di Baroncini.

## Caduta
Baroncini cadde nel dicembre 1923 per volontà di Mussolini, di Grandi e dell'Agraria bolognese. Grandi si oppose a Baroncini perché vide nel suo sindacalismo integrale un fattore di disgregazione del Governo di "unità nazionale" varato nel 1922 da Mussolini. 
Durante tutto il 1923, Baroncini attestò la sua fedeltà al "Capo del Governo Nazionale". E il 15 gennaio 1923 il "duce" lo nominò Alto Commissario del PNF per l'Emilia-Romagna. Misticamente devoto al "Napoleone d'Italia", Baroncini si sfogava sul suo entourage romano. I "politicanti romani" diventarono, dopo i socialcomunisti, il "secondo bersaglio" di Baroncini e dei suoi alleati: Roberto Farinacci a Cremona e Piero Zama a Faenza. I "falsi amici" erano gli affaristi e gli arrivisti, che a Roma "mutilavano la vittoria" del Fascismo; le "eccellenze in erba" (leggi Grandi); gli "eroi della sesta giornata" e gli aspiranti fascisti, tra cui gli ex nazionalisti di Luigi Federzoni. Baroncini si fece promotore di una "santa crociata" contro chi contaminava la "purezza" del PNF. Per tutti i nemici, di destra e di sinistra, il ras bolognese invocava "un poco di corda e un po' di sapone", offrendosi come "boia" al Governo Mussolini.
Tra gli "alti papaveri" invisi a Baroncini c'erano Filippo Naldi, comproprietario con gli agrari de Il Resto del Carlino, e il suo direttore Nello Quilici perché, scrive su L'Assalto, c'è bisogno di "un supplemento di rivoluzione" per liberare il Carlino dalla banda di affaristi che lo controllano e per farne il portavoce del fascismo bolognese.. Affronta i due anche a duello.
Con l'imprimatur di Aldo Finzi, Sottosegretario agli Interni di Mussolini, la "cricca naldiana" aveva preteso una mazzetta sull'appalto della Direttissima Bologna-Firenze. La vicenda si chiuse, il 4 agosto 1923, con le dimissioni di Naldi e Quilici. "L'onestà ha vinto!", titolò L'Assalto, ma era una vittoria di Pirro. Naldi e Quilici ripararono ne Il Corriere italiano di Finzi, a Roma. Di lì ammonirono il Partito a riconciliarsi con l'Italia di Mussolini: già Gobetti aveva individuato in Massimo Rocca la longa manus di Finzi, e si era domandato "chi sono i disinteressati?". I revisionisti fascisti o i "selvaggi" delle Province? E Baroncini, ergendosi a campione della moralità fascista, si rese inviso alla "banda del Viminale". Da Finzi a Grandi, dal Sottosegretario di Stato Ottavio Corgini al ras di Pavia Cesare Forni, dal boss di Molinella Augusto Regazzi allo stesso Leandro Arpinati, devotissimo alla Confederazione dell'Agricoltura, i nemici del Federale bolognese si coalizzarono per rovesciarlo.
Il 2 dicembre 1923 il Congresso provinciale dei Fasci di Combattimento rielesse Segretario Baroncini per acclamazione. Tra le ovazioni dei suoi fedelissimi, il Federale bolognese minacciò la chiusura delle iscrizioni al PNF e l'espulsione della "zavorra" (gli arrivisti) dalla "barca del Fascismo". Interpellato da Aurelio Manaresi se "coll'epiteto di Giuda avesse voluto alludere all'on. Grandi", egli disse di non avere "alcuna stima e amicizia" per l'avvocato imolese. I due contendenti si appellarono al "duce", che intervenne commissariando l'indisciplinata Federazione petroniana: era la fine politica di Baroncini.
Vistosi perduto, un annichilito Baroncini si ritirò a vita privata. Il 12 agosto 1924 l'ex ras di Bologna scrisse una lettera a Il Resto del Carlino: 
L'11 marzo 1924 Mussolini volle Leandro Arpinati alla Segreteria dell'epurata Federazione fascista di Bologna. 
Negli anni Trenta Baroncini si trasferì a Milano. Nel 1937 Edgardo Morpurgo gli offrì la Direzione delle Assicurazioni Generali. 
Nel 1938 il Presidente della Compagnia, Giuseppe Volpi di Misurata, lo nominò suo Amministratore delegato.
Vicepresidente nel 1956, nel 1960 Baroncini succedette a Camillo Giussani alla Presidenza della Compagnia triestina. "Ho amato molto la Compagnia", scrisse nel 1968, "che è stata per me ragione di vita".
Gino Baroncini morì a Bologna il 31 ottobre 1970.